# 梅洛特目錄
梅洛特目錄是天文學中一份包含245個星團的目錄。它是天文學家菲利伯特·雅克·梅洛特所編撰，顯示在1915年出版的"富蘭克林-亞當斯圖表板塊上的星團目錄"。目錄中的天體用 Melotte標示，例如"Melotte 20"。資料的組成為前置碼加上序號，即包括Mel + 序號，例如"Mel 20"。

## 主要統計
- 目錄包含245個物件：161個疏散星團，81個球狀星團，2個星群和1個星系。
- 物件分布在整個天球上
- 位於仙王座的Mel 2是最北端的梅洛特天體：赤緯+85º。
- 位於天燕座的Mel 129是最南端的梅洛特天體：赤緯-82º。

## 也是梅洛特天體的梅西耶天體
- 鬼宿星團
- 昴宿星團